# Matteo Renato Imbriani
Matteo Renato Imbriani (Naples, 28 novembre 1843 – San Martino Valle Caudina, 12 septembre 1901) est un homme politique italien, dirigeant du Parti radical historique (1877-1925).

## Biographie
Fils de l'écrivain Paolo Emilio Imbriani et frère de Vittorio Imbriani, il suivit son père en exil et reçut une éducation très stricte, d'abord dans un collège privé à Turin, puis dans une école militaire.
En 1859, il combattit du côté piémontais, en 1860 il était avec Garibaldi à Castel Morrone. En 1866, il combattit dans le Trentin. Par la suite il se rendit en France, pour retrouver le corps de son frère, Giorgio, qui était mort en 1870 à Dijon, contre les Prussiens.
Le premier contact avec la réalité de l'Irpinia, où il devait rester longtemps dans les dernières années de la vie, eut lieu entre 1872 et 1875 quand, avec sa femme, il s'installa dans la maison de famille à San Martino ; cependant, malgré le lien étroit que représentaient ses origines familiales, il ne passa que quelques années à San Martino Valle Caudina (province d'Avellino). Cette première et brève période où il séjourna à la Casa Giulia, pour des raisons de santé et pour affaires politiques, ne laissa aucune marque visible dans la vie politique du pays, comme le témoigne l'échec de ses candidatures aux élections dans cette province.
Les véritables centres de son activité politique ont été Naples et les Pouilles, ces dernières l'élisant député dans les collèges électoraux de Trani et de Corato. C'est aussi à lui qu'on doit la construction de l'aqueduc des Pouilles (it). Malgré la profonde aversion qui opposait les deux hommes, Martin Cassano, directeur du Corriere delle Puglie, fit paraître dans son journal un article de sa propre main, où il montrait la dialectique passionnée avec laquelle l'honorable Imbriani avait souligné la nécessité pour les Pouilles d'un aqueduc fonctionnel au sein d'une réunion thématique réunissant un nombre important de députés des Pouilles et convoquée par Lattanzio, à l'époque président de la province.
Il mourut dans sa chère Casa Giulia le 12 septembre 1901. Son épouse Irene Scodnik a été la meilleure de ses biographes.

## Source de traduction
- (it) Cet article est partiellement ou en totalité issu de l’article de Wikipédia en italien intitulé « Matteo Renato Imbriani » (voir la liste des auteurs).